# But d'utilisabilité
Un but d'utilisabilité est une liste de critères d'utilisation permettant de s'assurer des fonctionnalités d'un dispositif ou d'un logiciel. Les outils, les dispositifs et les logiciels  doivent être évalués avant d’être mis en vente sur le marché ou installés dans un système de travail. Cette évaluation peut porter sur plusieurs points tels que ses qualités techniques, de fabrication ou d’Utilisabilité.
L’évaluation de l’utilisabilité permet de vérifier si le produit évalué (une simple télécommande de télévision, l’interface de contrôle d’un four ménager, ou un traitement de texte) est suffisamment efficient (les utilisateurs peuvent-ils effectuer leurs tâches en dépensant raisonnablement leurs ressources, e.g. attention, temps, énergie ?), efficace (les utilisateurs peuvent-ils accomplir les tâches qu’ils sont supposés accomplir avec l’outil évalué ?) et satisfaisant (quel est l’attitude des utilisateurs envers l’outil évalué ? Leur expérience est-elle agréable ?).
Pour que cette vérification se base sur des données objectives, il lui faut des buts que l’outil doit atteindre et que l’on peut mesurer,,  (par exemple en matière de facilité d’utilisation ou d’apprentissage). Ce type de but est appelé but d’utilisabilité (ou encore exigence ou objectif d’utilisabilité). Ce sont des critères objectifs auxquels les résultats d’une évaluation d’utilisabilité sont comparés pour vérifier l’utilisabilité d’un outil.

## Place des buts d’utilisabilité dans les cycles de conception d’un outil
Les buts d’utilisabilité doivent être inclus dans tout cycle de conception qui intègre une approche de type facteurs humains (par exemple, la Conception centrée sur l'utilisateur  ou le « Usability Engineering Lifecycle »). Ils doivent être définis dès le début de la conception aussitôt que les besoins utilisateurs, les risques d’usage, ainsi que les contextes et buts d’utilisation sont définis (cf. section « définition des buts d’utilisabilité »).
Par la suite, les buts d’utilisabilité sont à utiliser à chaque phase d’évaluation dans les cycles de conception. Quel que soit le type d’évaluation (i.e. évaluation formative ou sommative)), ils sont utilisés pour vérifier que la suffisance de performance obtenue par les résultats de l’évaluation :
- Durant les évaluations formatives/constructives (i.e. les évaluations qui sont réalisées durant le processus de conception de manière à fournir des pistes d’amélioration de l’outil évalué[5]), la comparaison des résultats de l’évaluation aux buts d’utilisabilité, permettent de conclure sur la nécessité ou non d’une ré-ingénierie afin d’améliorer l’utilisabilité de l’outil : tant que les buts d’utilisabilité ne sont pas satisfaits, le développement doit continuer. Dans ce cadre évaluatif, l’application de buts d’utilisabilité permet d’identifier des problèmes d’utilisabilité et ainsi de supporter la ré-ingénierie. Ils peuvent aussi être utilisés en tant qu’indicateurs de l’évolution du niveau d’utilisabilité de l’outil tout au long des cycles de la Conception centrée sur l'utilisateur.
- Durant les évaluations sommatives (i.e. les évaluations qui tentent de dresser un bilan définitif de propriétés de l’outil[5]), l’accomplissement des buts d’utilisabilité rend compte que l’outil peut être considéré comme suffisamment utilisable pour sortir des cycles de la Conception centrée sur l'utilisateur et ainsi être proposé au marché et/ou à l’installation[1].

## Définition des buts d’utilisabilité

### Comment définir les buts d’utilisabilité?
Les buts d’utilisabilité doivent rendre compte des trois composantes de l’utilisabilité, i.e. l’efficience, l’efficacité et la satisfaction. Leur définition, pour chacune de ces composantes, doit se baser sur les caractéristiques de la tâche que l’outil évalué doit supporter. En pratique, Mayhew propose que la définition des buts d’utilisabilité se base sur :
- Les profils utilisateurs identifiés
- Les tâches que les différentes catégories d’utilisateur sont supposées réaliser avec l’outil dans un contexte d’utilisation spécifié
- Les buts de l’activité de travail supportés par l’outil

Par ailleurs, pour les outils utilisés pour des activités sensibles (par exemple, des dispositifs médicaux, les interfaces de contrôle de centrales nucléaire), les buts d’utilisabilité doivent être définis en se basant aussi sur le processus de Gestion du risque lié à l’outil,. Ces « buts d’utilisabilité pour la sécurité » sont utilisés pour empêcher qu’un outil ne soit mis sur le marché ou installé alors que des problèmes de conception ne provoquent des erreurs d’utilisation. Ainsi, les risques qui pourraient provenir d’erreurs d’utilisation doivent être identifiés ; ensuite, pour chacun de ses risques, des buts d’utilisabilité doivent être définis en tenant compte de la sévérité des conséquences potentielles de ces risques (par exemple, en matière de sécurité de l’opérateur, du patient, de l’environnement ou d’éléments financiers).

### Prioriser les buts d’utilisabilité
Pour un outil donné, plusieurs buts d’utilisabilité sont définis pour l’évaluation. Si certains de ces buts sont liés à des problématique de sécurité alors que d’autres peuvent être considérés comme des « buts d’utilisabilité de confort », tous ne vont pas requérir les mêmes niveaux d’utilisabilité à atteindre.
Ainsi, les niveaux d’accomplissement requis pour les différents buts doivent être ordonnés et priorisés.

### Formulation et mesure des buts d’utilisabilité
Les buts sont définis soit de manière qualitative, soit de manière quantitative. Néanmoins, quelle que soit leur nature, il leur faut une définition opérationnelle. L’accomplissement des buts d’utilisabilité qualitatifs peut être vérifié, par exemple, à travers l’analyse de protocoles verbaux. Ces buts peuvent aussi être transformés en buts quantifiables : alors ils peuvent être formulés ainsi :
- « U % de l’échantillon d’utilisateurs finaux doivent émettre des commentaires positifs sur une fonction spécifique lorsqu’ils utilisent l’outil »
- Ou encore « moins de U % de l’échantillon doit faire une mauvaise interprétation de l’information fournie par l’outil »

En ce qui concerne les buts qualitatifs dont l’accomplissement peut être vérifié par l’utilisation d’un questionnaire, ils peuvent se présenter ainsi :
- « le score moyen de l’échantillon d’utilisateurs finaux à l’échelle E doit être supérieur à N »

Pour les buts quantitatifs, il existe de nombreuses méthodes pour en évaluer l’atteinte (mesure de temps, grilles d’analyse du comportement, journaux de connexions, analyse des données entrées, analyse des taux d’erreur, etc.) Classiquement ces buts prennent la forme suivante (d’après,))
- « U % de l’échantillon d’utilisateurs finaux doivent T % des tâches testées en M minutes avec pas plus de E erreurs »